# Selma Lagerlöf (målning)
Selma Lagerlöf är ett porträtt av Selma Lagerlöf från 1908, målat av Carl Larsson. Porträttet är målat i olja på duk och tillhör Bonnierska porträttsamlingen.